# Chrysoula
Chrysoula ist ein griechischer weiblicher Vorname mit der Bedeutung „Goldschatz“.

## Namensträgerinnen sind
- Chrysoula Anagnostopoulou (* 1991), griechische Leichtathletin (Diskuswurf)
- Chrysoula Kourompylia (* 1977), griechische Fußballschiedsrichterassistentin
- Chrysoula Saatsoglou-Paliadeli (* 1947), griechische Klassische Archäologin
- Chrysoula Zacharopoulou (* 1976), griechisch-französische Gynäkologin und Politikerin (LREM)